# 505 (Nashville)
Pour les articles homonymes, voir 505 (homonymie).
Le 505, anciennement connu sous le nom de 505 CST et Paramount, est un gratte-ciel résidentiel du centre-ville Nashville (États-Unis), situé à l'intersection de la Fifth Avenue et de Church Street.

## Description
Haut de 45 étages, le building mesure 159 m et comprend 37,4 km² de surface au sol. Il s'agit du bâtiment le plus important de Nashville en termes d'étages occupés et le troisième plus haut derrière le AT&T Building et l'hôtel Four Seasons Hotels and Resorts. Il comprend 543 appartements allant de moins de 400 pi2 (37,161216 m2) à plus de 4 000 pi2 (371,61216 m2). Les autres zones prévues comprennent notamment trois espaces commerciaux dont un de 8 000 pi2 (743,22432 m2), un restaurant au rez-de-chaussée ainsi que 690 places de parking.
Le coût de la construction du 505 est estimé à 169 million de dollars. L'architecte est Solomon Cordwell Buenz. Le promoteur est Tony Giarratana.

## Histoire
La prélocation a ouvert en novembre 2016, avec des loyers allant de 1 500 $ à 6 300 $ par mois (hors penthouses). Le bâtiment a été inauguré le 18 mai 2017 et a ouvert à ses premiers locataires le 1er octobre 2017 avant son achèvement en janvier 2018.
En 2017, le 505 est nommé Meilleur nouveau gratte-ciel des prix « Best of Nashville » de la scène de Nashville.
Le 17 septembre 2023, un incendie se déclare au 27e étage et contraint les occupants de l'immeuble à évacuer.